# Rosetta Planitia
La Rosetta Planitia è una struttura geologica della superficie di Plutone.